# タケダワイナリー
タケダワイナリー（タケダワイナリー、英称:Takeda Winery ）は、山形県上山市四ツ谷にあるワインメーカーである。

## 概要
タケダワイナリーの武田家の祖先は山形県山形市落合町沖の原出身で、明治時代初期に武田家初代・武田猪之助が商品作物にと、葡萄に着目して農場を造り栽培を始めた。1920年（大正9年）、果実酒製造免許を取得し、ワインの醸造販売を開始したことに始まる。タケダワイナリーの前身となる「武田食品工場」で、「金星ブドウ酒」のブランド名で販売した。
1934年（昭和9年）、三代目・武田重三郎は、現在地（上山市四ツ谷）である蔵王連峰の麓の山形県上山温泉にほど遠くないところに約5ヘクタールの土地を求め、葡萄の栽培を始めた。1942年（昭和17年）、本格的にワイン醸造販売を開始した。その後の第二次世界大戦においても武田食品工場は戦禍を免れた。
1962年（昭和37年）、武田重信が四代目を継承した。重信は東京農業大学醸造科学科で学んだ後、醸造試験場に勤めた。その後、自社農場に戻った重信は、欧州系の葡萄のカベルネ・ソービニョン、メルロの栽培に取りかかったが、栽培は試行錯誤の状況であった。その最中の1974年（昭和49年）、武田食品工場が火災により焼失してしまった。このことを契機に、兼業の青果物業を止めて、ワイン醸造販売を専業とすることを決心し、1992年（平成4年）「有限会社 タケダワイナリー」を設立した。重信は、フランスボルドーのシャトーの土壌を調査する目的でフランスに渡った。帰国後、土壌の分析結果より、自社農園の土壌改良に着手した。数年後、農園の土壌は中性からアルカリ性となり、葡萄の栽培に適した土壌に変わった。
2005年（平成17年）、岸平典子が五代目を継承している。典子は玉川大学農学部農芸化学科を卒業後、1990年（平成2年）にフランス国立マコン・ダヴァイエ醸造学校上級技術者コースを専攻し、フランス国立味覚研究所で研修後、ボルドー大学醸造研究所ティースティングコースを修了した。典子の考え方は「土地・気候の特性を掴み、それを生かした葡萄造り・ワイン造りをする」と言っている。典子は社長となり、栽培と醸造の責任者になって、次々と改革を実行に移した。除草剤や化学肥料は使わない、減農薬農法に取り組んだ。選果を徹底して行い、野生酵母の使用を始め、醸造管理も実行した。

## 沿革
- 明治初期 - 初代・武田猪之助が葡萄栽培を開始
- 1920年（大正9年） - 果実酒製造免許を取得、ワイン造りを開始
- 1934年（昭和9年） - 三代目・武田重三郎が現在地で農園を開く
- 1942年（昭和17年）9月 - 本格的なワイン醸造を開始
- 1962年（昭和37年）12月 - 武田重三郎没、武田重信が四代目を継承
- 1974年（昭和49年） - 武田食品工場が火災により焼失
- 1975年（昭和50年）9月 - 新工場完成
- 1980年（昭和55年） - ワイナリー見学コース始める
- 1983年（昭和58年） - 蔵王スターアイスワイン発売
- 1986年（昭和61年）9月 - 製品貯蔵用の地下セラー完成
- 1987年（昭和62年）11月 - 山形県産業賞受賞
- 1989年（平成元年）9月  - スパークリング発酵用工場増設
- 1990年（平成2年）9月 - スパークリングワインの製造関始
- 1992年（平成4年）
  - 9月 - ドメイヌ・タケダ発売
  - 12月18日 - 有限会社「タケダワイナリー」設立
- 1993年（平成5年）4月 - 「シャトー・タケダ」発売
- 2003年（平成15年）10月1日 - 武田重信が上山市功績賞受賞
- 2005年（平成17年）
  - 4月10日 - 第46回IDB沖縄総会にドメイヌ・タケダ供される
  - 9月30日 - 岸平典子が五代目を継承
- 2008年（平成20年）7月7日 - 洞爺湖サミットでドメイヌ・タケダ、タケダワイナリー アストール認定
- 2009年（平成21年）4月 - 経済産業省「2009年元気なもの作り中小企業300社」に選定[1]

## 店舗情報
- 所在地 - 山形県上山市四ツ谷二丁目6番1号
- 代表取締役社長 - 岸平典子、栽培・醸造責任者 -岸平典子
- ぶどう畑 - 自社畑約15ヘクタール

## 利用情報
- 営業日 - 4月30日-11月30日（夏季休業 8月13日-16日、年末年始休業 12月29日-1月4日）
- 見学時間 - 午前10時-午前11時30分、午後1時-午後5時、約30分、事前予約必要[4]

## 受賞歴
日本ワイナリーアワード (Japan Winery Award)
- 「第1回 日本ワイナリーアワード 2018」 - 五つ星獲得[6]
- 「第2回 日本ワイナリーアワード 2019」 - 五つ星獲得[7]
- 「第3回 日本ワイナリーアワード 2020」 - 五つ星獲得[8]
- 「第4回 日本ワイナリーアワード 2021」 - 五つ星獲得[9]
- 「第5回 日本ワイナリーアワード 2022」 - 五つ星獲得[10]
- 「第6回 日本ワイナリーアワード 2023」 - 五つ星獲得[11]

## 交通アクセス
- 鉄道
- 山形新幹線 - かみのやま温泉駅よりタクシー利用約5分
- JR東日本奥羽本線 赤湯駅よりタクシー利用約15分
- 自動車 - 山形自動車道 - 山形蔵王インターチェンジより約20分[4]